# 福田浩一 (銀行家)
福田 浩一（ふくだ こういち、1953年〈昭和28年〉1月25日 - 2018年〈平成30年〉2月18日）は、日本の銀行家。山口フィナンシャルグループ取締役会長、山口銀行取締役会長を歴任した。

## 人物
当時、最年少取締役から中国四国地方で最大の銀行である山口銀行頭取のトップに抜擢。2006年に山口銀行と、もみじホールディングスが経営統合し持ち株会社・山口フィナンシャルグループが誕生すると、代表取締役社長に就任。持ち株会社の傘下に入る山口銀行の頭取も兼務する他、 株式会社もみじホールディングス代表取締役社長、株式会社もみじ銀行および株式会社北九州銀行の取締役会長も務める。
2016年6月、山口FG設立10年を機に経営陣の若返りを図るため、FGおよび山口銀会長にそれぞれ退く。この年第一生命多額詐取事件の主犯に成る、女性社員の勤続50年を祝う会に出席していた。
2018年、下関市内の病院で脳腫瘍のため死去。

## 経歴
- 1953年 - 山口県生まれ。
- 1972年 - 修道高等学校卒業[5]。
- 1976年
  - 慶應義塾大学経済学部卒業[6]。
  - 山口銀行入行。
- 1994年 - 長府東支店長
- 1997年 - 呉支店長
- 1999年 - 香港支店長
- 2001年 - 東京支店長
- 2002年 - 取締役東京本部長
- 2004年 - 取締役頭取（現職）
- 2005年 - 株式会社もみじホールディングス取締役
- 2006年 - 株式会社もみじホールディングス代表取締役社長
- 2014年
  - 株式会社もみじ銀行取締役会長
  - 株式会社北九州銀行取締役会長
- 2016年 - 山口フィナンシャルグループ、山口銀行取締役会長
- 2018年 - 死去[4]。